# Joseph Crawhall III

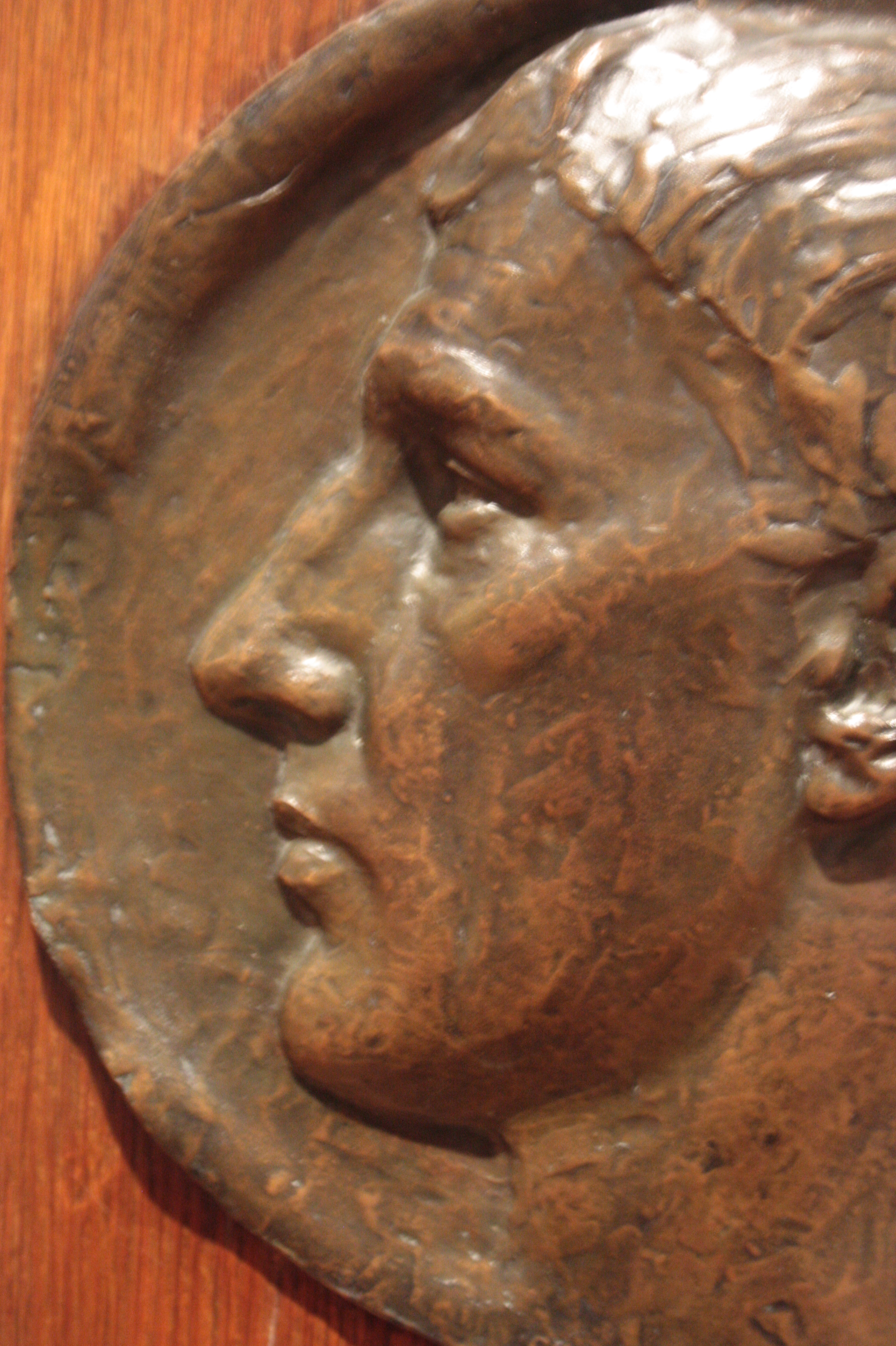
Joseph Crawhall esculpido por James Pittendrigh Macgillivray 1881 (detalle)

Joseph Crawhall (20 de agosto de 1861-24 de mayo de 1913 ) fue un artista inglés nacido en Morpeth, Northumberland.

## Vida
Crawhall fue hijo de Joseph Crawhall II y Margaret Boyd. Crawhall se especializó en pintar animales y pájaros. Se formó en el King's College de Londres antes de ir a París a aprender con Aimé Morot en 1882.
En las décadas de 1880 y 1890, su trabajo se asoció con los Glasgow Boys. Fue fuertemente influenciado por los impresionistas, y sus obras, como las de ellos, fueron rechazadas por el arte establecido, en su caso en la forma de la Real Academia Escocesa.
En 1887/88 visitó Tánger con Pollock Nisbet, Robert Alexander y el hijo de Robert, Edwin.
En la década de 1880 viajó por Marruecos y España, abandonando la pintura al óleo y pasando a la acuarela con una paleta más clara. Murió en Londres en mayo de 1913.

## Legado
Muchas de las obras de Crawhall se encuentran en la Galería de Arte y Museo Kelvingrove y en la Colección Burrell. Sus obras son pocas porque se sabe que destruyó aquellas con las que no estaba contento.

Un retrato suyo de Walter Westley Russell se encuentra en el City Art Centre de Edimburgo. 

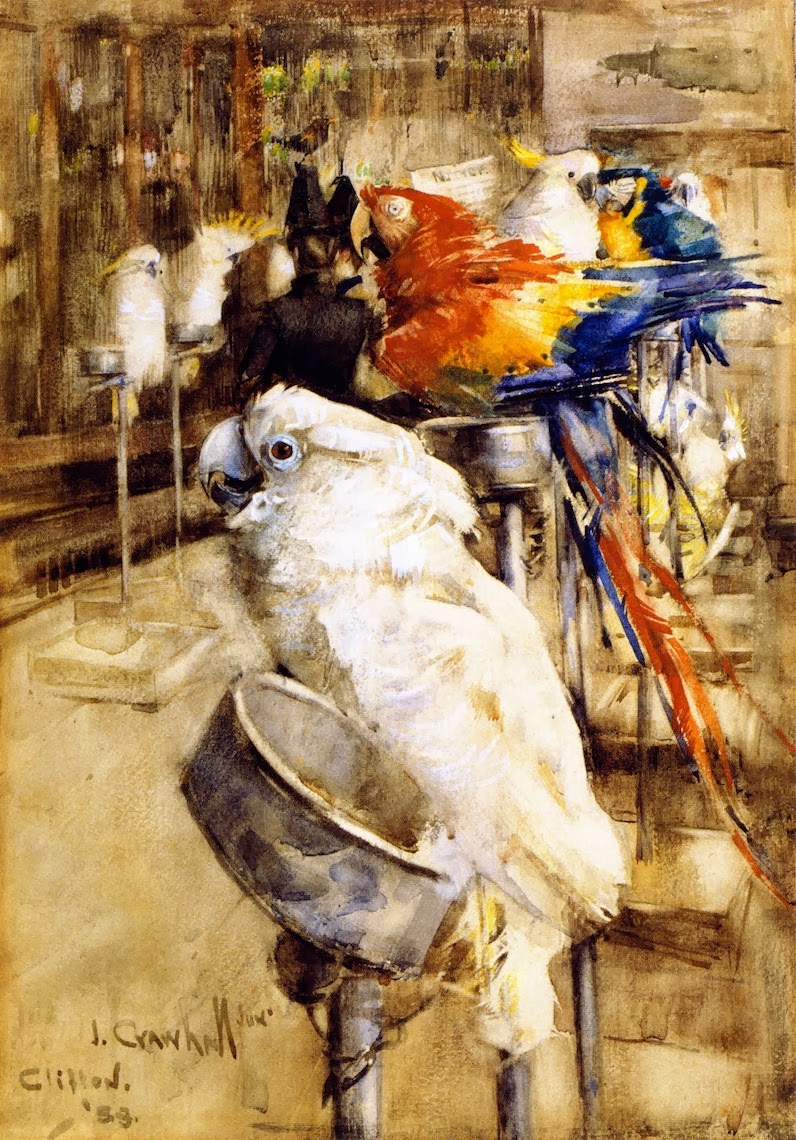
El aviario, Clifton, 1888
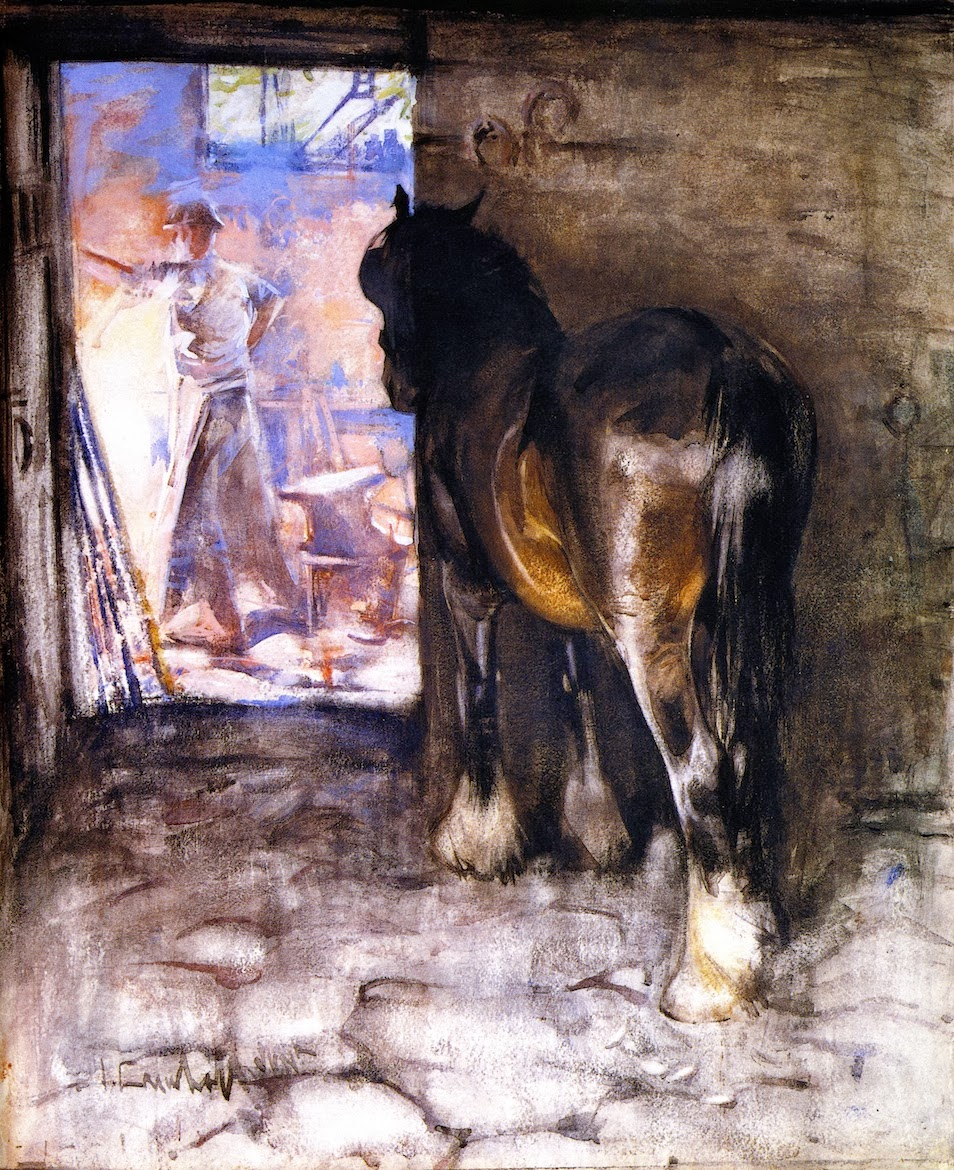
La Fragua, hacia 1885
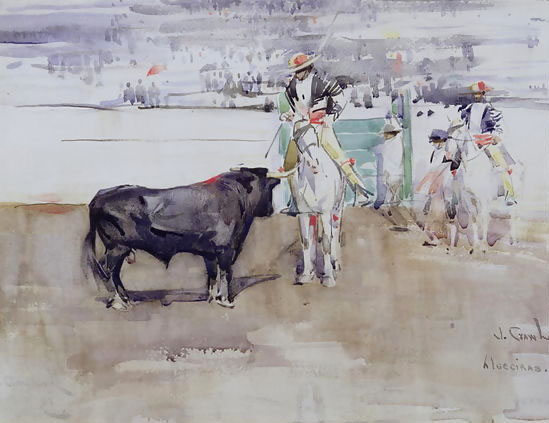
Plaza de toros de Algeciras, 1891
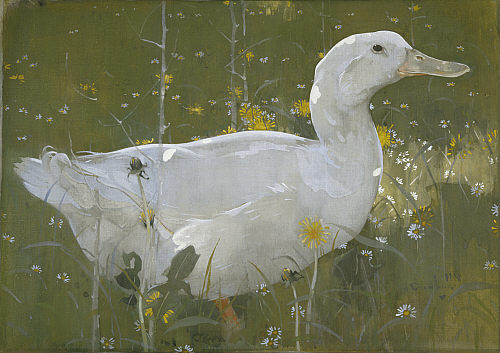
El draco blanco, 1895, Galería Nacional de Escocia
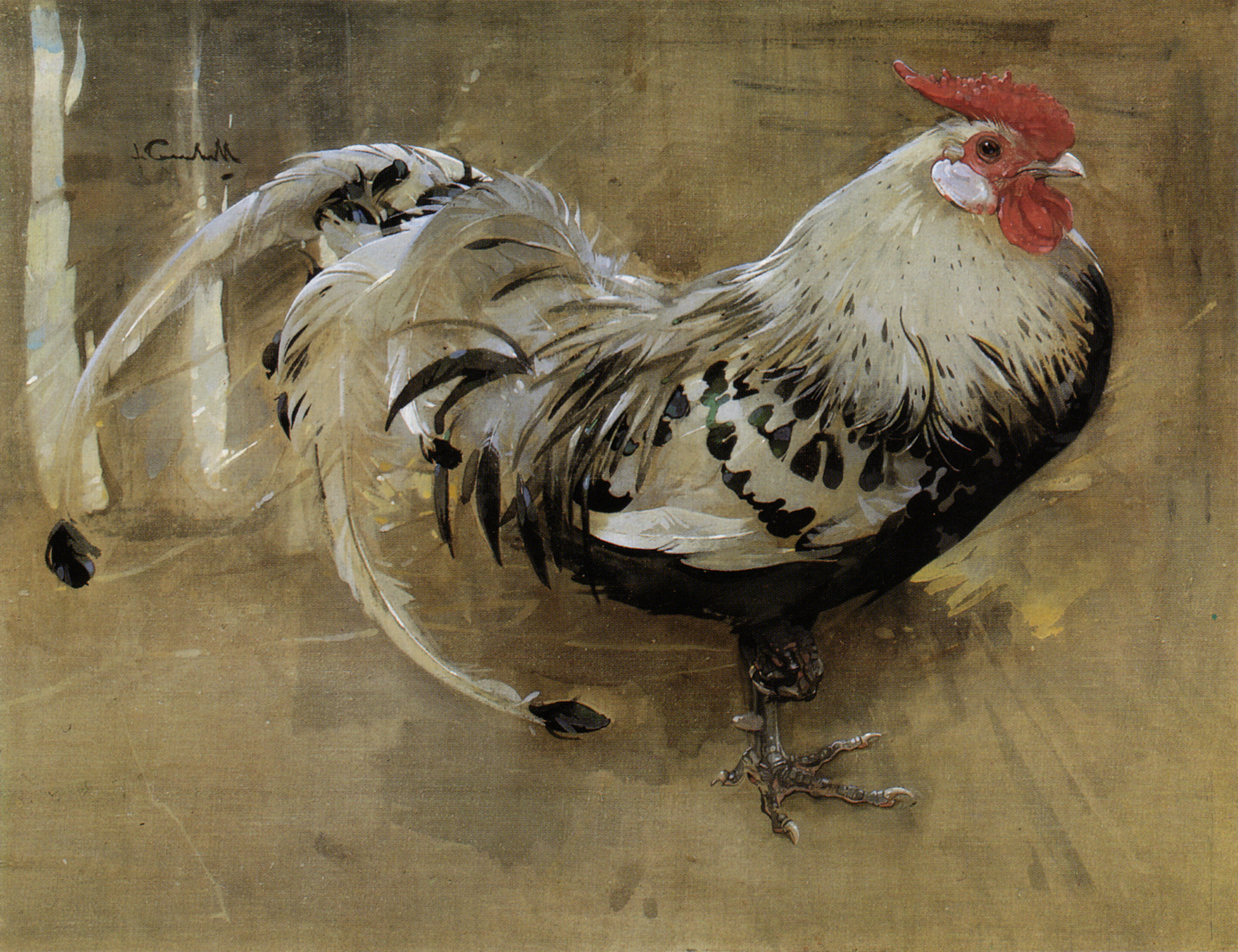
Gallo con lentejuelas, 1903